# Ziryab
Ziryab (in persiano زرياب‎), il cui vero nome era Abū l-Hasan ʿAlī b. Nāfiʿ (Iraq, 789 – Cordova, 857) è stato un musicista persiano musulmano attivo in al-Andalus, vissuto all'epoca dell'emirato di ʿAbd al-Raḥmān II (822 - 852). Il soprannome indicava il merlo, probabilmente in ragione della sua voce intonata e del suo scuro incarnato.

## Biografia

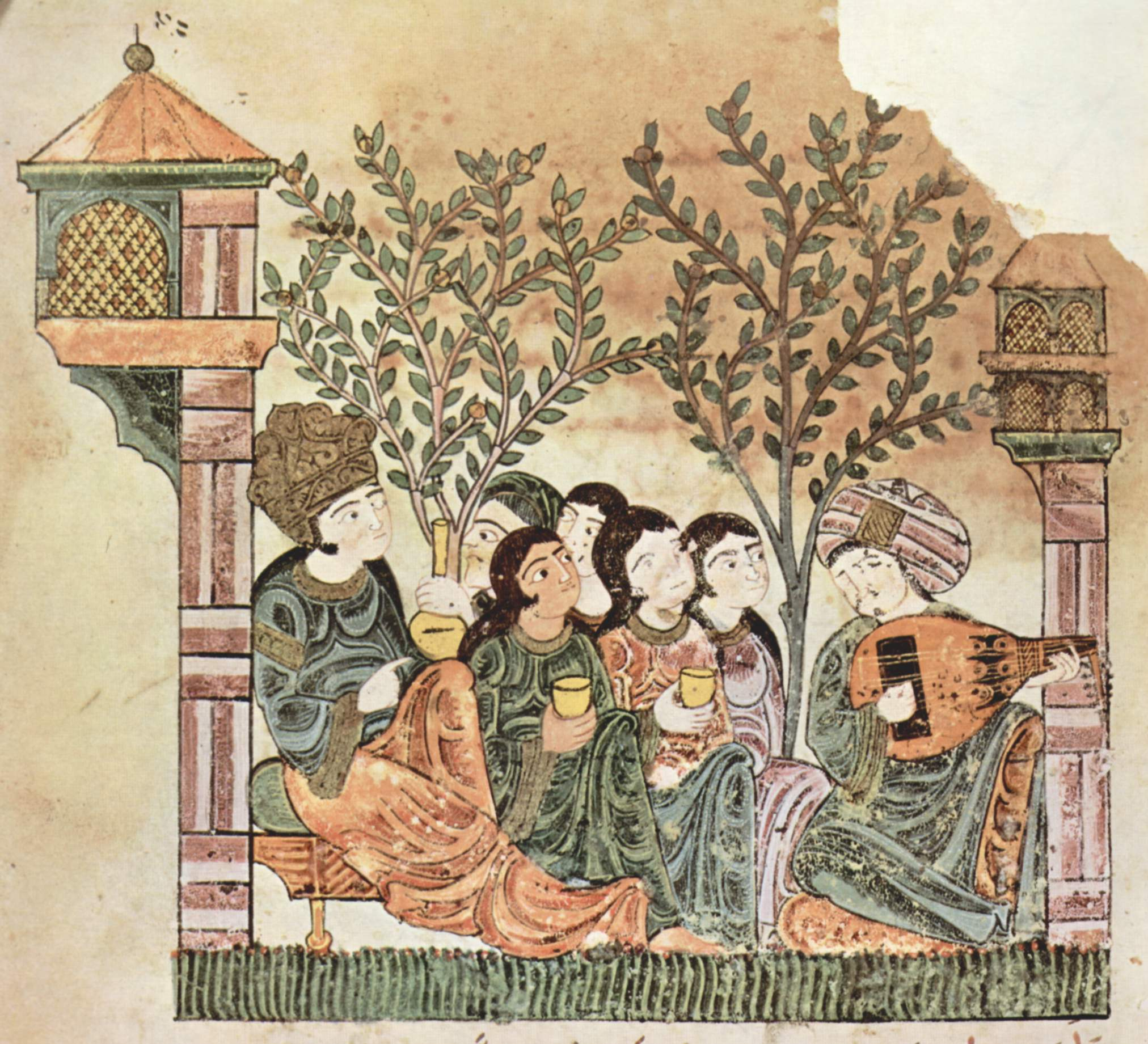
Il giardino di Ziryab (manoscritto del XVI secolo o di poco anteriore)

Nato nell'Iraq settentrionale, era, secondo diverse ipotesi, discendente di schiavi africani o forse di origine curda o persiana. Fuggì dalla Baghdad di Hārūn al-Rashīd e, dopo una sosta a Tunisi, si rifugiò a Cordova dove divenne il punto di riferimento per l'eleganza maschile nel corso della prima metà del IX secolo.
Inaugurò nella capitale andalusa un salone di bellezza, aperto anche agli uomini, dove si poteva effettuare una perfetta depilazione femminile (pratica diffusa e raccomandata nella cultura araba, che ricorreva alla nuba, di cui s'è però persa la formula) e lanciò la moda del taglio corto dei capelli per gli uomini, sostenendo anche con successo l'uso del colore bianco o grigio per gli abiti virili.
Poeta raffinato, grande musicista ed esperto gastronomo, Ziryāb elaborò un'etichetta precisa per apparecchiare le mense, decretando il corretto ed elegante ordine di portata dei piatti, lanciando tra l'altro l'uso di coppe di cristallo per le bevande. Come ordine di portate raccomandò che si iniziasse con minestre e zuppe, che ad esse seguissero i piatti forti a base di carne o pesce e che si concludesse il tutto con frutta e dolci, qualificandosi con ciò come antesignano del galateo  a tavola, che si sarebbe affermato nell'Europa cristiana solo molti secoli più tardi.
Una novità attribuita a Ziryāb fu il ricorso a una penna (qādima) di Accipitridae o rapace - avvoltoio o aquila - al posto della tradizionale plettro ligneo.